# Sunda-Riesenratten
Die Sunda-Riesenratten (Sundamys) sind eine Nagetiergattung aus der Gruppe der Altweltmäuse (Murinae). Die Gattung umfasst vier Arten.
Diese Nagetiere erreichen eine Kopfrumpflänge von 18 bis 30 Zentimetern, der Schwanz misst zusätzlich 18 bis 37 Zentimeter und das Gewicht beträgt rund 200 bis 650 Gramm. Ihr raues Fell ist an der Oberseite braun oder graubraun gefärbt, die Unterseite ist weißlich bis hellgrau. Die dunkelbraunen Ohren sind rund, auch die Füße und der Schwanz sind dunkelbraun.
Sunda-Riesenratten sind in Südostasien beheimatet, ihr Verbreitungsgebiet reicht von der Malaiischen Halbinsel bis Borneo und Java. Ihr Lebensraum sind tropische Wälder bis in 2700 Meter Seehöhe. Häufig sind sie in Sumpfgebieten oder in der Nähe von Gewässern zu finden, sie können gut schwimmen. Sie sind nachtaktiv und halten sich vorwiegend am Boden auf. Ihre Nahrung besteht aus Früchten, Gräsern und anderen Pflanzenteilen, aber auch Insekten, Krabben und sogar kleinen Echsen.
Es werden vier Arten unterschieden:
- Die Annandale-Ratte oder Malayische Sundaratte (Sundamys annandalei) zählte längere Zeit zur Gattung Rattus.
- Die Gebirgs-Sunda-Riesenratte (Sundamys infraluteus) lebt auf Borneo und Sumatra.
- Die Bartels-Sunda-Riesenratte (Sundamys maxi) kommt im westlichen Java vor.
- Die Müller-Sunda-Riesenratte (Sundamys muelleri) lebt auf der Malaiischen Halbinsel, Sumatra, Borneo und der Philippinen-Insel Palawan.

Die IUCN listet S. maxi als „stark gefährdet“ (endangered), die beiden anderen Arten sind nicht gefährdet.
Systematisch werden die Sunda-Riesenratten in die Rattus-Gruppe eingeordnet, sind also nahe mit den Ratten verwandt.